# اليوسيفية (الدقهلية)
قرية اليوسيفية هي إحدى القرى التابعة لمركز بنى عبيد في محافظة الدقهلية في جمهورية مصر العربية. حسب إحصاءات سنة 2006، بلغ إجمالي السكان في اليوسيفية 4378 نسمة، منهم 2169 رجل و2209 امرأة.